# Viktor Karl Einarsson
Viktor Karl Einarsson (Kópavogur, 30 januari 1997) is een IJslands voetballer die als middenvelder voor Breiðablik Kópavogur speelt.

## Carrière
Viktor Karl Einarsson speelde in de jeugd van Breiðablik Kópavogur en AZ, waar hij in het seizoen 2016/17 met Jong AZ kampioen werd van de Tweede divisie. Op 18 augustus 2017 debuteerde hij in het betaald voetbal, in de met 1-3 gewonnen uitwedstrijd in de Eerste divisie tegen FC Den Bosch. Hij kwam in de 72e minuut in het veld voor Mees Hoedemakers, en scoorde in de 89e minuut de 1-3. Na twee seizoenen bij Jong AZ vertrok hij naar IFK Värnamo, waarmee hij uit de Superettan naar de Division 1 degradeerde. In 2019 vertrok hij naar zijn jeugdclub Breiðablik Kópavogur.

### Statistieken
| Seizoen                       | Club                 | Land           | Competitie     | Competitie | Competitie | Beker | Beker | Overig | Overig | Totaal | Totaal |
| Seizoen                       | Club                 | Land           | Competitie     | Wed.       | Dlp.       | Wed.  | Dlp.  | Wed.   | Dlp.   | Wed.   | Dlp.   |
| ----------------------------- | -------------------- | -------------- | -------------- | ---------- | ---------- | ----- | ----- | ------ | ------ | ------ | ------ |
| 2016/17                       | Jong AZ              | Nederland      | Tweede divisie | 26         | 1          | —     | —     | —      | —      | 26     | 1      |
| 2017/18                       | Jong AZ              | Nederland      | Eerste divisie | 19         | 2          | —     | —     | —      | —      | 19     | 2      |
| 2018                          | IFK Värnamo          | Zweden         | Superettan     | 14         | 0          | 1     | 0     | 2      | 0      | 17     | 0      |
| 2019                          | Breiðablik Kópavogur | IJsland        | Úrvalsdeild    | 0          | 0          | 0     | 0     | 0      | 0      | 0      | 0      |
| Carrièretotaal                | Carrièretotaal       | Carrièretotaal | Carrièretotaal | 59         | 3          | 1     | 0     | 2      | 0      | 62     | 3      |
| Bijgewerkt op 5 februari 2019 |                      |                |                |            |            |       |       |        |        |        |        |